# Nandayure Harley

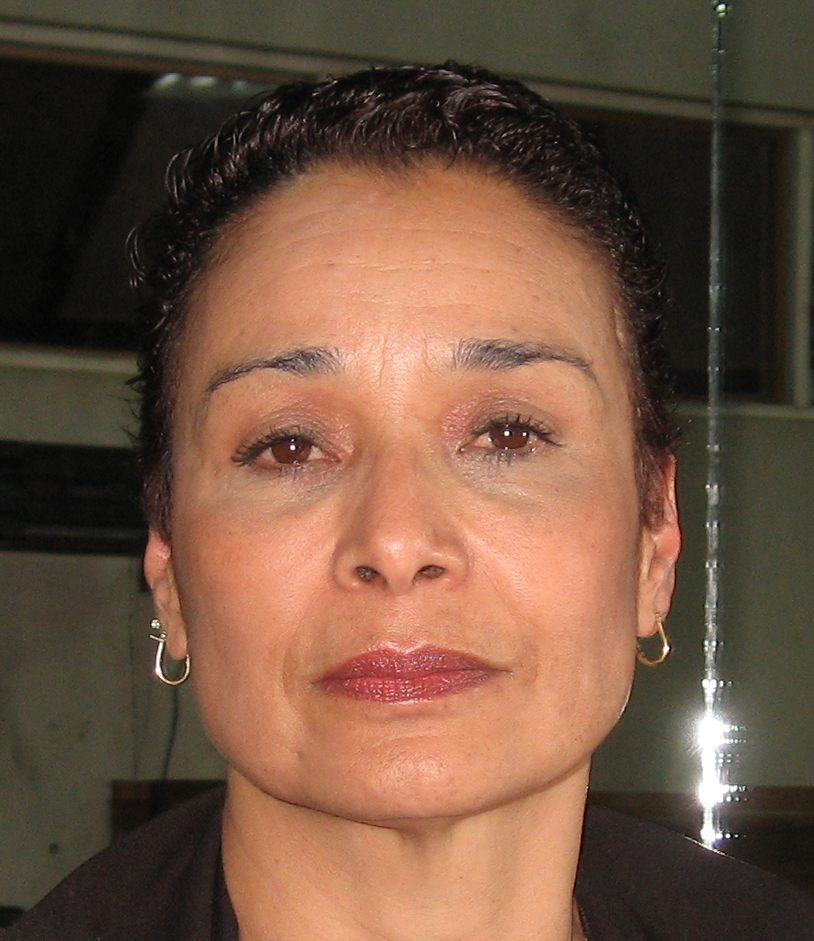
Nandayure Harley

Nandayure estudou dança contemporânea desde nova. Começou seus estudos no Conservatório Castella e logo depois na Escola de Dança da  Universidad Nacional, UNA, Costa Rica. Continua seus estudos em The Place, Youth Lion Center em Londres - Inglaterra, Ecòle de Dance de Paris - França, Ballet Folclórico Nacional de Amalia Hernández em México D.F. - México, dança-a na Biblia em Jerusalém - Israel. Passa por instituições reconhecidas como José Limão, Louise Falco, Louise Wykell Dance Studio, Nikolais e Louis Dance Lab, Martha Graham Dance School em New York e o Departamento de Dança da Universidade de Michigan, USA. Assim como o Ballet Nacional Guillermina Bravo, Querétaro, México. Fez parte de Louise Wykell Dance Company em New York, “Concerto para Dois” e “Eternamente Amigos” em México.
Na Costa Rica, integrou o Grupo de Dança Moderna de Mireya Barboza; o Grupo de Teatro da Municipalidad de San José; e a Companhia de Câmara Dança UMA (sendo Directora Artística em 1987, 1988 e 2005) e bailarina convidada. Foi co-fundadora do Ballet Moderno de Câmara, Companhia Nacional de Dança, Fantasía Folclórica, e dos grupos independentes Guindolas e Speculum Mundi. Tem sido fundadora e Directora Artística da actividade académica integrada UNA Dança Jovem do 2004 até 2009 da Escola de Dança da Universidade Nacional.
Como Professora Titular da Escola de Dança da Universidade Nacional de Heredia (Costa Rica) ministra o curso de Técnica de Dança Contemporânea III do Plano de Estudos do Bacharel em Dança e é Directora Artística da Companhia de Câmara Dança UNA. Actualmente pesquisa sobre treinamento da dança para trabalhadores da Arte do Movimento de idade avançada, projecto que pretende implementar na Escola de Dança da UNA.

## Coreografias

Coreografia: Mil kilometros, 2008

Criadora duma variedad de coreografias, tanto dentro da área da dança como em colaboração com o teatro, ópera e vídeos. Uma característica única do estilo de Nandayure é a utilização de elementos plásticos, com o intuito de enriquecer a proposta cênica além do movimento. Na sua carreira artística podem se encontrar dois temas recurrentes: as temáticas pré colonização das Américas e questionamentos sobre a essência do ser humano.
Entre suas obras podemos encontrar:
- "Piedras que cantan",1998, Dança Contemporânea, 25 min.

- “Sueño de una noche de verano” de William Shakespeare, 1998, Teatro / Comédia, 2.5 horas.

- “Milenio”, 1998, Grupo Indepedente Speculum Mundi, Dança Contemporânea, 30 min. XVI  Festival de Coreógrafos “Graciela Moreno” Teatro Nacional. San José, Costa Rica.

- “María” de Jorge Isaacs, 2000, Teatro / Drama. Nesta obra Harley interpreta dancisticamente o personagem do PÁSSARO NEGRO, que representa a morte. Além de criar a coreografia de todas as intervenções do personagem no decorrer da obra.

- “Acróbatas”, 2001, Grupo Independente Speculum Mundi, Dança Contemporânea, 15 min. Teatro Físico. A propuesta integra a dança contemporânea, a acrobacia e o texto como recursos expressivos fundamentais. XVIII Festival de Coreógrafos “Graciela Moreno” Teatro Nacional versão Internacional. San José, Costa Rica.

- “Cuadrumanos”, 2003, Grupo Independeente Speculum Mundi, Dança Contemporânea, 20 min. XX Festival de Coreógrafos “Graciela Moreno” Teatro Nacional. San José, Costa Rica.

- “Guaca”, 2005, Compañía de Cámara Danza UNA, Dança Contemporânea, 26 min. XXI Festival de Coreógrafos “Graciela Moreno” Teatro Nacional. San José, Costa Rica.

- “Mil Kilómetros”, 2007, Agrupaçnao UNA Danza Joven, Dança Contemporânea, 36 min. XXIV Festival de Coreógrafos “Graciela Moreno” Teatro Nacional. San José, Costa Rica.

- “Cuerpos sagrados / Vidas rotas”,[1] 2008, Dança Contemporânea, 20 min. XXV Festival de Coreógrafos “Graciela Moreno” Teatro Nacional. San José, Costa Rica.

- “Ejercicios para recuperar la sensibilidad”, 2009, Dança Contemporânea, 20 min. XXVI Festival de Coreógrafos “Graciela Moreno” Teatro Nacional. San José, Costa Rica.

- “Cuerpos sagrados / Vidas rotas 2”, 2009, Dança Contemporânea, 20 min.

- “Ineluctable…el tiempo”, 2009, Dança Contemporânea, 36 min.

- “hondura”, 2009, Dança Contemporânea, 20 min.

- “Indiferentes”, 2010, Dança Contemporânea, 20 min. XXVII Festival de Coreógrafos “Graciela Moreno” Teatro Nacional. San José, Costa Rica.

- “Les Eleganties”, 2010, Teatro 1.5 horas, coreografia 20 min. Criação de 5 coreografias que serviam como transições em movimento das cenas.

- “El otro yo”, 2011, Dança Contemporânea, 20 min. XXVIII Festival de Coreógrafo “Graciela Moreno” Teatro Nacional. San José, Costa Rica.

- “El amor no es amado”, 2010, Teatro, 1.5 horas. Criação de 6 coreografias que ilustram situações específicas da vida e tormentos de Francisco de Assis (personagem principal).

- “Carmen” de George Bizet, 2011, Opera, 2 horas. Versão contemporânea da obra, Nandayure teve que montar a coreografia para um dos momentos da obra.

- “El man de los Queché“, 2012, Teatro, 1h10 min. Participação como atriz e bailarina nesta obra pré-hispânica.

- “Contacto Urbano”, 2012, Dança Contemporânea Urbana, 1 hora. É uma intervenção do espaço urbano. Realizou aa Direção Geral do espectáculo e participou também como coreógrafa.

- “Bailar por siempre”,[2] 2012, Dança Contemporânea, 1h10 min. Espectáculo de caráter autobiográfico. Obra retomada em 2013 para o fechamento do XXX Festival de Coreógrafos “Graciela Moreno” do Teatro Nacional. San José, Costa Rica.

- “El pájaro azul” de Maurice Maeterlinck, 2013, Teatro, Adaptação de María José Sosa. Encarregada da Direção Coreográfica da montagem e da interpretação do personagem LA GRAN DICHA.

## Outras atividades artísticas
Actriz em:
- La Segua, de Antonio Yglesias (1984). Papel de "a bailarina".[3]

- Mowgli: The New Adventures of the Jungle Book (1998). Papel de "Nanny".

## Prêmios outorgados
- 1977 - Melhor Grupo como integrante do elenco do Ballet Moderno de Câmara outorgado pelo Teatro Nacional de Costa Rica;

- 1977 - Melhor Coreografia “Bienaventurados” de Elena Gutiérrez George Nascimento como parte do Elenco do Ballet Moderno de Câmara;

- 1983 - Menção Honrosa pela coreografia “Dalosguín Analgésico”, na Primeira Categoria Festival de Jovens Coreógrafos outorgada pelo Teatro Nacional de Costa Rica;

- 1983 - Primeiro lugar na Primeira Categoria “Dúo 3 Pluff” como intérprete. Coreografia de Marco Lemaire. Festival de Jovens Coreógrafos, outorgado pelo Teatro Nacional de Costa Rica;

- 1993 - Prêmio Nacional de Melhor Coreografia por “Último Cantar”, outorgado pelo Ministério de Cultura, Juventude e Desportos;

- 2003 até 2006 - Coreografias seleccionadas e premiadas entre as melhores do Festival de Coreógrafos “Graciela Moreno" do Teatro Nacional de Costa Rica;

- 2013 o XXX Festival de Coreógrafos “Graciela Moreno” do Teatro Nacional dedica-lhe a edição do festival a Nandayure Harley, outorgando-lhe o Prêmio Britt de Costa Rica como dedicada. Nesta edição a obra “Bailar por sempre” é retomada e apresentada no fechamento.[4]

## Bibliografía
Menção em livros
- Ávila, Marta, Imágenes efímeras 10 años bailados en Costa Rica. San José, Costa Rica; Centro Cultural de España, Ediciones Perro Azul. (2005, primera edición. 2008 segunda edición). ISBN: 9968-834-70-X

- Ávila, Marta, Cuerpos dúctiles ante diversidad coreográfica Compañía Nacional de Danza 1979-2004. San José, Costa Rica. (2004, primera edición). ISBN: desconocido

- Ávila, Marta, La obra coreográfica de Elena Gutiérrez. Heredia, Costa Rica; Cuaderno # 1 Historia de la danza costarricense. Escuela de Danza, Universidad Nacional, 1993. ISBN: desconocido

- Ávila, Marta, Producción Coreográfica en la Danza Escénica en Costa Rica, Década de los Noventa. Tesis optando a Magister Artium, 2000

Menção em jornais
- La vida es bailar por siempre, jornal La Nación, Costa Rica, 27 de fevereiro del 2011.[5]

- Coreógrafa Nandayure Harley: Voy a explicar qué significa ser bailarín, jornal La Nación, Costa Rica, 5 de setembro 2013.[6]

- Los placeres y los dolores de danzar cerraron del Festival de Coreógrafos, jornal La Nación, Costa Rica, 10 de setembro 2013.[7]